# Richard Zouch
Pour les articles homonymes, voir Zouch.
Richard Zouch, parfois orthographié Richard Zouche (1590 – 1er mars 1661), est un jurisconsulte anglais, issu d'une ancienne et noble famille.

## Biographie
Il naquit en 1590 (ou environ), à Ansley, dans le Wiltshire. Ayant terminé ses études classiques à l'université d'Oxford, il obtint, en 1620, la chaire royale de législation. Il fut depuis chancelier du diocèse d'Oxford et principal du collège de Saint-Alban. Le roi Charles Ier d'Angleterre le nomma un des juges de la haute cour de l'amirauté. Quand l'université protesta, vers 1647, contre l'adoption de la ligue solennelle et du covenant, ce fut R. Zouch qui rédigea la partie légale des motifs que cet illustre corps d'enseignement allégua dans cette occasion ; mais en se soumettant, l'année suivante, aux commissaires du parlement chargés de la visite des collèges, il, sut se maintenir dans des emplois où d'ailleurs il eût été peut-être difficile de le remplacer.
En 1653, Olivier Cromwell le désigna pour prendre part au jugement de don Pantaleon Sa, frère de l'ambassadeur portugais, accusé d'avoir assassiné un gentilhomme près de Westminster. C'est à ce sujet que Zouch écrivit un de ses traités les plus célèbres : Solutio quœstionis de legati detinquentis judice competente, 1657, in-8. Il s'y prononce  avec Grotius, pour l'impunité des ambassadeurs en général mais soutient que ce principe ne peut pas s'appliquer au cas de don Pantaleon. Celui-ci fut condamné à mort et exécuté.
Le docteur Zouch, qui avait siégé dans le parlement, vers la fin du règne de Jacques Ier, qui avait obtenu des places importantes sous Charles Ier, et les avait conservées pendant l'usurpation, vécut précisément assez pour voir l'aurore de la restauration royale, et pour rentrer un moment en possession du poste de juge de l'amirauté. Il mourut quelques mois après, le 1er mars 1660. Antoine Wood fait un très grand éloge de son caractère, de son savoir et de ses talents.

## Publications
Voici les titres de ses écrits :
1. Elementa jurisprudentice dejinitionibus, regulis et sententiis selectioribus juris civilis illustratae, Oxford, 1629, in-8 ; 1636, in-4° ; réimprimé à Leyde et à Amsterdam ;
2. Descriptio juris et judicii feudalis, secundum consuetudines Mediolani et Normanniae, pro introductione ad juris prudentiam Anglicanam, Oxford, 1634, 1636, in-8 ;
3. Descriptio juris et judicii temporalis, secundum consuetudines feudales et Normannicas, 1636, in-4 ;
4. Descriptio juris et judicii ecclesiastici, secundum canones et consuetudines Anglicanes. ibid., 1636, in-4. Les deux traités précédents furent réimprimés avec le livre du docteur Mocket : De politia Ecclesiœ anglicanes, Londres, in-8 ;
5. Descriptiones juris et judicii sacri, juris et judicii militaris, et juris et judicii maritimi, Oxford, 1640, in-4 ; réimprimé à Leyde et à Amsterdam ;
6. Juris et judicii fecialis, sive juris inter gentes, etc., explicatio, Oxford, 1650, in-4 ;
7. Cas et questions résolus en droit civil, ibid., 1652, in-8 ;
8. Solutio quaestionis veteris et novae, sive de legati delinquentis judice competente, mentionné plus haut, Oxford, 1657, et Londres, 1717, in-8 ;
9. Eruditionis ingenuœ specimina, scilicet artium, logicce dialecticae, Oxford, 1657 ;
10. Quœstionum juris cwilis, centuria, in decem classes distributa, Oxford, 1660, in-8 ; Londres, 1682, 3e édition.

Après la mort de R. Zouch, Timot. Baldwin recueillit et publia de lui un volume posthume, intitulé la Juridiction de l'amirauté contre les Articuli admiralitatis de sir Ed. Coke, dans le chapitre de la Juridiction des cours, Londres, in-8° ; imprimé plusieurs fois depuis.

## Analyse duJuris et Judicii fecialis, sive juris intergentesde 1650
Si Richard Zouche succède à Gentili à la chaire de droit civil d’Oxford, il rompt cependant avec la méthode de son illustre devancier.
Zouche présente son jus feciali en deux parties.
La première est consacrée au « jus », ce droit censé être adopté de tous, tandis que la seconde partie vise le « judicium », c’est-à-dire la réponse de droit aux cas de controverse. Zouche ouvre de plus, de manière originale, son étude en traitant du droit de la paix considéré comme temps commun des relations entre États. C’est par sections et sous parties, plus ou moins rigoureusement agencées, qu’il développe une longue série de problématiques qu’il traite systématiquement sous forme de réponses dans des paragraphes titrés sous forme interrogative.
L’approche prend de la sorte l’aspect d’un guide pratique, une sorte de manuel à l’usage du praticien du droit. L’aspect théorique est réduit à sa plus simple expression et Zouche se contente de mentionner en fin de chaque paragraphe les auteurs sur lesquels s’appuie sa démonstration (1). Zouche recherche l’exhaustivité et veut aborder tous les aspects de la matière en déclinant à chaque fois, une problématique précise et une réponse de droit précise. Cette méthode confine à l’éclectisme et son traité semble n’être qu’une succession de fragments à laquelle manquent cruellement des vues générales garantissant à l’œuvre un minimum d’unité et de cohérence intellectuelle. Zouche traite particulièrement des questions de propriété dans la guerre et des devoirs entre belligérants. Le droit conventionnel de guerre occupe chez notre auteur une part assez réduite. Zouche est un auteur méticuleux et sérieux. L’importance qu’il accorde à la raison, la « ratio communis humanae » se retrouvera chez Bynkershoek.
Zouche œuvre en spécialiste et lègue à notre discipline, le sens du détail, l’infini variation des questionnements et le souci d’y répondre par des solutions de droit ponctuelles. Zouche est considéré comme un positiviste. Sûrement du point de vue de la méthode, moins certainement au regard de l’intérêt assez limité qu’il accorde au droit conventionnel.
Pour Truyol y Serra, Zouche offre « un ensemble doctrinal estimable, dans un remarquable esprit d’honnêteté intellectuelle », « s’appuyant de préférence sur les précédents, il a le mérite, contrairement à ses devanciers, de les emprunter davantage à l’histoire moderne qu’à l’ancienne ». Pour Georges Scelle*, il fut en droit civil « l’homme le plus compétent de son temps » et qualifié d’« historien avisé » et de « logicien subtil » et « c’est précisément les qualités éminentes du civiliste et du praticien qui aideront à apprécier la qualité de l’œuvre de l’internationaliste ». Il est considéré comme l’un des plus grands représentants de l’école anglaise du droit international. Ses travaux sont d’une importance première en ce qui concerne l’émancipation du droit international, son détachement du jure belli scolastique et grotien, et l’état de paix considéré comme état commun des nations. Il est enfin le « pré-inventeur » du terme droit international, en créant la formule jus intergentes, « droit inter nations », qui précède celle de Jeremy Bentham (1748-1832) qui dans ses Principles of morals and législation, fait le premier, emploi dans l’histoire du terme « droit international », « international law ».
Zouche cite abondamment Grotius, Gentili, Alciat, Belli, Bartole, mais également des historiens contemporains et antiques, parfois aussi Bodin, Hotman, Mariana, Ayala, et Besold, De pacis jure, Argentorati, impensis heredum Zetzneri, 1624,

## Sources
- « Richard Zouch », dans Louis-Gabriel Michaud, Biographie universelle ancienne et moderne : histoire par ordre alphabétique de la vie publique et privée de tous les hommes avec la collaboration de plus de 300 savants et littérateurs français ou étrangers, 2e édition, 1843-1865 [détail de l’édition]
- MATTEI Jean Mathieu, Histoire du droit de la guerre, pour une introduction à l'histoire du droit international, Presses Universitaires d'Aix-Marseille, 2006.
- TRUYOL Y SERRA, Antonio, Histoire du droit international public. Paris, Économica, 1995.